# Cộng hòa Xã hội chủ nghĩa Macedonia

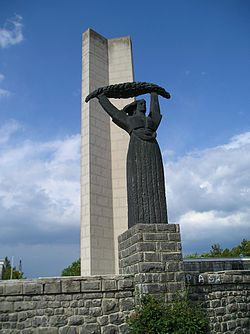
Đài tưởng niệm Chiến tranh thế giới thứ hai - Đài tưởng niệm Kumanovo. Kỷ niệm phong trào Đảng phái Nam Tư đã trở thành một trong những thành phần chính của văn hóa Macedonia sau Thế chiến II.

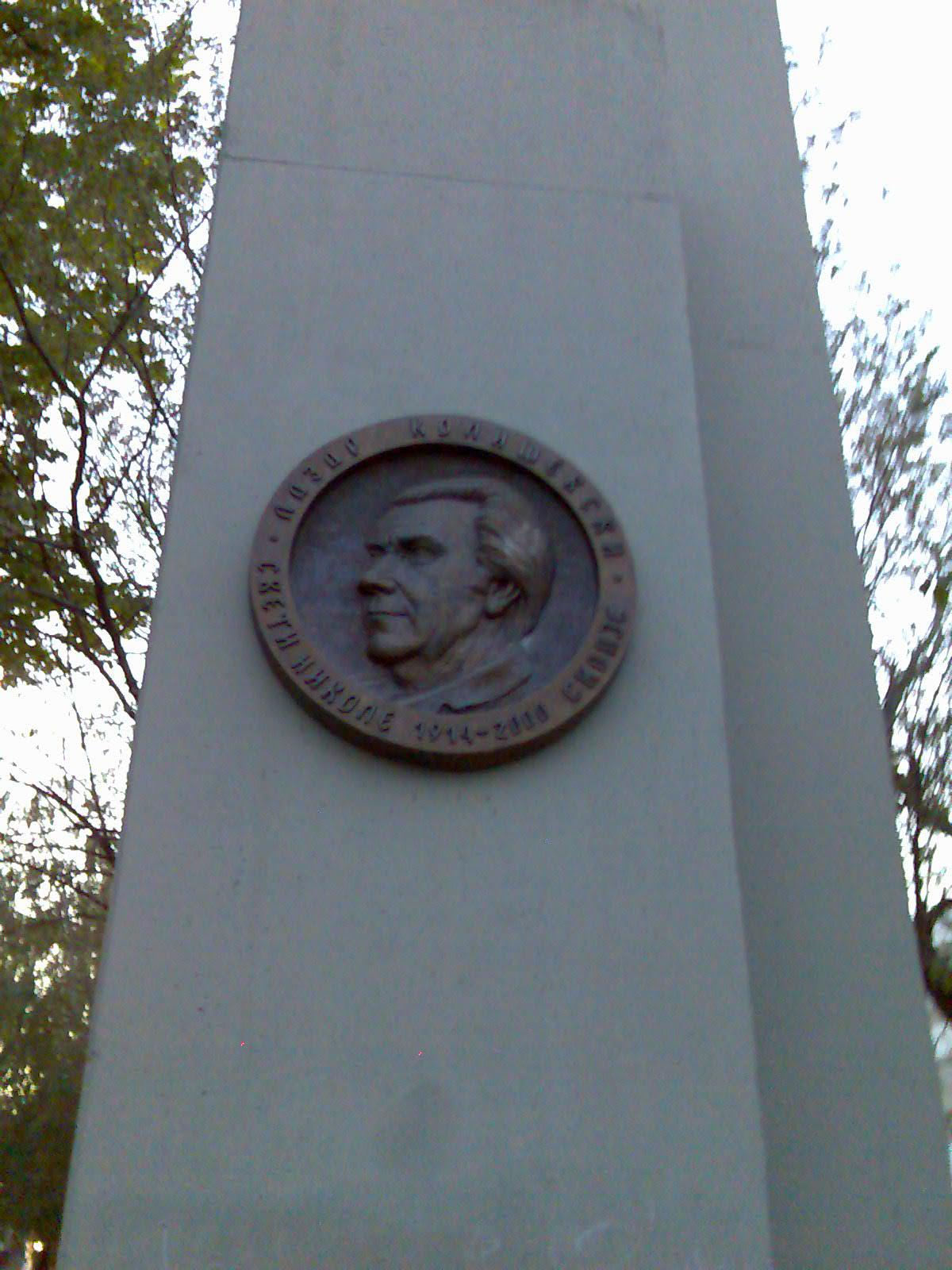
Tượng đài Lazar Koliševski ở quê hương Sveti Nikole. Koliševski là Thủ tướng đầu tiên của SR Macedonia.

Cộng hòa Xã hội chủ nghĩa Macedonia (tiếng Macedonia: Социјалистичка Република Македонија, đã Latinh hoá: Socijalistička Republika Makedonija), hay SR Macedonia, thường được gọi là Macedonia xã hội chủ nghĩa hoặc Macedonia Nam Tư, là một trong sáu nước cộng hòa cấu thành của Cộng hòa Liên bang Xã hội Chủ nghĩa Nam Tư sau Thế chiến II, và là một quốc gia của người Macedonia. Sau khi chuyển đổi hệ thống chính trị sang chế độ dân chủ nghị viện vào năm 1990, nước Cộng hòa này đổi tên chính thức thành Cộng hòa Macedonia vào năm 1991, và với sự bắt đầu của sự tan rã của Nam Tư, nó tuyên bố mình là một quốc gia độc lập và tổ chức một cuộc trưng cầu dân ý vào ngày 8 tháng 9 năm 1991, theo đó một quốc gia có chủ quyền và độc lập của Macedonia, có quyền tham gia vào bất kỳ liên minh nào với các quốc gia có chủ quyền của Nam Tư được chấp thuận.
Về mặt địa lý, SR Macedonia giáp với Albania về phía tây, Hy Lạp về phía nam và Bulgaria về phía đông. Trong phạm vi Nam Tư, nó giáp với SR Serbia (bao gồm cả SAP Kosovo) về phía bắc. Đây là một trong hai quốc gia hợp thành của Nam Tư không giáp biển.

## Tiểu sử
Nhà nước Macedonia đầu tiên được chính thức tuyên bố dưới tên gọi Macedonia Dân chủ Liên bang (tiếng Macedonia: Демократска Федерација на Македонија) tại Phiên họp toàn thể đầu tiên của Hội đồng Chống Phát xít vì Giải phóng Nhân dân Macedonia (ASNOM) trong Thế chiến thứ hai. Nó được thiết lập một cách bí mật vào ngày 2 tháng 8 năm 1944 trong khu vực chiếm đóng của Bulgaria ở Nam Tư (trong Tu viện Prohor Pčinjski, ngày nay thuộc Serbia). Vào đầu tháng 10, dưới sự lãnh đạo của chính phủ Bulgaria thân Liên Xô mới, Quân đội Bulgaria đã tiến vào lại Nam Tư để ngăn chặn các lực lượng Đức đang rút quân khỏi Hy Lạp. Tại Macedonia, người Bulgaria đã sát cánh chiến đấu với các chiến binh của Quân giải phóng nhân dân Macedonia.
Trên thực tế, Vardar Banovina đã được giải phóng khỏi quân Đức và những người cộng tác của họ vào cuối tháng 11 năm 1944, vì vậy ASNOM bắt đầu hoạt động vào tháng 12, ngay sau khi quân Đức rút lui. Tuy nhiên, vào tháng 12, những người theo chủ nghĩa dân tộc Albania chống cộng sản ở Tây Macedonia đã cố gắng duy trì quyền kiểm soát khu vực này sau khi Đảng Cộng sản Nam Tư tuyên bố chiến thắng. Họ nhằm mục đích chống lại việc sáp nhập khu vực này vào Nam Tư cộng sản và chỉ đến đầu năm 1945, Đảng Cộng sản Nam Tư mới có thể thiết lập quyền kiểm soát của họ đối với khu vực miền núi.
Bản chất của nhà nước Nam Tư mới vẫn chưa rõ ràng ngay sau chiến tranh. Nam Tư được các Đảng phái hình dung như một "Liên bang Dân chủ", bao gồm sáu tiểu bang liên bang. Khi sự đề cử của Tito làm Thủ tướng được chấp nhận vào ngày 29 tháng 11 năm 1945, Cộng hòa Liên bang Xã hội Chủ nghĩa Nam Tư được tuyên bố, với hiến pháp có hiệu lực vào năm 1946. Do đó, Macedonia đổi tên thành Cộng hòa Nhân dân Macedonia và được hợp nhất thành nước cộng hòa lập hiến trong Liên bang Nam Tư.
Những người có nhiều mức độ khác nhau được cho là có khuynh hướng ủng hộ Bulgaria (trong hầu hết các trường hợp là ủng hộ Độc lập và chống Nam Tư) đã bị thanh trừng khỏi vị trí của họ, sau đó bị cô lập, bắt giữ và bỏ tù với các cáo buộc bịa đặt. Trong nhiều trường hợp họ bị hành quyết hàng loạt, chẳng hạn như trong Lễ Giáng sinh đẫm máu năm 1945. Số nạn nhân vẫn chưa rõ ràng, nhiều nguồn tin học thuật đưa ra con số 1.200 người mặc dù theo ước tính của người Bulgaria, con số ước tính là khoảng 50.000 người, bao gồm những người bị hành quyết, bị cầm tù, bị trục xuất, bị cưỡng bức lao động, v.v. Một số cuộc thanh trừng bổ sung diễn ra sau khi Tito-Stalin chia rẽ.
Ngôn ngữ quốc gia Macedonian được hệ thống hóa vào năm 1945 và nhà xuất bản đầu tiên "Prosvetno Delo" được thành lập vào ngày 16 tháng 4 năm 1945. Nhà nước được thành lập trên lãnh thổ của Vardar Banovina, một phần của khu vực địa lý rộng lớn hơn của Macedonia, được chia thành nhiều Quốc gia. Một số chính trị gia Macedonia từ Cộng hòa ủng hộ ý tưởng về một Macedonia Thống nhất, bao gồm Aegean Macedonia và Pirin Macedonia. Ý tưởng này phần nào được các nhà chức trách liên bang Nam Tư ủng hộ trong một số trường hợp, hoặc bị đàn áp, tùy thuộc vào tình hình chính trị khu vực và quốc tế.

## Cấu tạo
Constitution of the Socialist Republic of Macedonia, 1974 – Official Gazette (bằng tiếng Macedonia)
Cộng hòa Xã hội Chủ nghĩa Macedonia, được định nghĩa là một quốc gia-nhà nước của người Macedonia và cũng là một quốc gia của các dân tộc thiểu số, có một số quyền lực thường được liên kết với một quốc gia độc lập. Hiến pháp cũng ghi nhận quyền dân tộc tự quyết và quyền ly khai. Biên giới của Cộng hòa xã hội chủ nghĩa Macedonia chỉ có thể được thay đổi theo quyết định của quốc hội nước cộng hòa. Cư dân của nó có cả quốc tịch Nam Tư và quốc tịch Macedonian nội địa cho hoạt động kinh doanh của nhà nước.
Cộng hòa xã hội chủ nghĩa Macedonia có hiến pháp riêng, tổng thống, chính phủ, quốc hội, ngôn ngữ chính thức, ký hiệu nhà nước, Học viện Khoa học và Nghệ thuật Macedonia, Ban Thư ký Nội vụ (Bộ Nội vụ), Cục Quan hệ Đối ngoại (Bộ Ngoại giao) và các đặc quyền của nhà nước. Ngoài ra, Cộng hòa xã hội chủ nghĩa Macedonia có lực lượng vũ trang Phòng thủ Lãnh thổ của riêng mình (tiếng Macedonia: Територијална одбрана, Teritorijalna odbrana).

### Hệ thống
Cộng hòa xã hội chủ nghĩa Macedonia là một nhà nước cộng sản độc đảng, đảng chính trị cầm quyền là Liên đoàn những người cộng sản Macedonia (trong tiếng Macedonia: Сојуз на Комунистите на Македонија, Sojuz na Komunistite na Makedonija, viết tắt: СКМ, SKM). Là một quốc gia hợp thành của Nam Tư, là người sáng lập hàng đầu của Phong trào Không liên kết, SR Macedonia theo đuổi chính sách đối ngoại trung lập và duy trì một hệ thống cộng sản tự do hơn so với các quốc gia cộng sản khác. Hệ tư tưởng cai trị dựa trên chủ nghĩa Titoism và công nhân tự quản (tiếng Macedonia: самоуправување, samoupravuvanje).

### Thiểu số
Mặc dù người Macedonia chiếm đa số và là một trong những quốc gia cấu thành của SFR Nam Tư (thuật ngữ chính thức: narod), quyền của các dân tộc thiểu số (thuật ngữ chính thức: narodnosti) đã được Hiến pháp bảo đảm. Ngôn ngữ chính thức của SR Macedonia là tiếng Macedonia, tuy nhiên người Albania gốc Macedonia và người Thổ Nhĩ Kỳ Macedonia có quyền sử dụng ngôn ngữ riêng của họ trong hệ thống trường học và các phương tiện truyền thông. Hiến pháp của SR Macedonia xác định nhà nước là nhà nước quốc gia của người Macedonia dân tộc, nhưng cũng là nhà nước của người Albania và người Thổ Nhĩ Kỳ.
Ngay từ khi Nam Tư bắt đầu cai trị ở Macedonia, các cáo buộc đã xuất hiện rằng các nhà chức trách mới có liên quan đến sự trừng phạt đối với những người không ủng hộ việc hình thành bản sắc dân tộc Macedonia mới. Hiện chưa rõ số nạn nhân do những vụ giết người có tổ chức của người Bulgaria. Các nguồn tin của Bulgaria cho rằng hàng nghìn người đã bị giết sau năm 1944 và hơn 100.000 người đã bị đưa vào tù theo "Luật Bảo vệ Danh dự Quốc gia Macedonian". Ở SR Macedonia, chứng sợ Bulgarophobia đã tăng lên mức độ của hệ tư tưởng Nhà nước.

### Tôn giáo
Mặc dù những người cộng sản cầm quyền không khuyến khích tôn giáo, tự do tôn giáo vẫn được cho phép ở một mức độ nhất định. Các nhà chức trách cho phép sự tồn tại của Nhà thờ Chính thống Macedonia, nơi tuyên bố tự giác đầu vào năm 1967. Năm 1972, việc xây dựng nhà thờ chính thống lớn nhất St. Clement of Ohrid ở thủ đô Skopje bắt đầu. Người Hồi giáo, Công giáo, Tin lành và các cộng đồng tôn giáo khác cũng có thể duy trì các tổ chức và nơi thờ tự của riêng họ.

### Địa lý
Cộng hòa Xã hội chủ nghĩa Macedonia là quốc gia thành phần lớn thứ 4 của SFR Nam Tư cả về diện tích và dân số. Trong phạm vi Nam Tư, nó có biên giới nội bộ với Cộng hòa Xã hội chủ nghĩa Serbia ở phía bắc và tiểu đơn vị của nó với Tỉnh tự trị xã hội chủ nghĩa Kosovo về phía tây bắc, và có biên giới quốc tế với Cộng hòa xã hội chủ nghĩa nhân dân Albania ở phía tây, Hy Lạp ở phía nam, và Cộng hòa Nhân dân Bulgaria ở phía đông.

## Chuyển tiếp
Năm 1990, hình thức chính phủ hòa bình chuyển từ nhà nước xã hội chủ nghĩa sang dân chủ nghị viện. Cuộc bầu cử đa nguyên đầu tiên được tổ chức vào ngày 11 tháng 11 cùng năm. Đảng cộng sản cầm quyền một thời đã đi theo hướng cải cách và đổi tên thành Liên đoàn những người cộng sản Macedonia - Đảng vì sự thay đổi dân chủ do Petar Gošev lãnh đạo. Sau khi người đứng đầu nhiệm kỳ tổng thống cộng sản cuối cùng Vladimir Mitkov từ chức, Kiro Gligorov trở thành tổng thống đầu tiên được bầu một cách dân chủ của Cộng hòa xã hội chủ nghĩa Macedonia vào ngày 31 tháng 1 năm 1991.
Vào ngày 16 tháng 4, quốc hội đã thông qua một sửa đổi hiến pháp loại bỏ "Xã hội chủ nghĩa" khỏi tên chính thức của thực thể và vào ngày 7 tháng 6, tên mới là Cộng hòa Macedonia chính thức được thành lập. Sau khi quá trình giải thể Nam Tư bắt đầu, Cộng hòa Macedonia đã ban hành Tuyên bố Chủ quyền vào ngày 25 tháng 1 năm 1991 và sau đó tự xưng là một quốc gia độc lập hoàn toàn, sau một cuộc trưng cầu dân ý được tổ chức vào ngày 8 tháng 9 năm 1991.
Cộng hòa Bắc Macedonia là nước kế thừa hợp pháp của Cộng hòa xã hội chủ nghĩa Macedonia. Nước này được biết đến với tên gọi Cộng hòa Macedonia cho đến tháng 2 năm 2019 khi nước này tiến hành thay đổi tên chính thức sau thỏa thuận Prespa với Hy Lạp vào tháng 6 năm 2018, giải quyết tranh chấp đặt tên lâu đời.